# Shirley Hufstedler
Shirley Ann Mount Hufstedler, née le 24 août 1925 à Denver (Colorado) et morte le 30 mars 2016 à Glendale (Californie), est une femme politique américaine. Membre du Parti démocrate, elle est secrétaire à l'Éducation entre 1979 et 1981 dans l'administration Carter, la première titulaire du poste et donc la première femme à accéder à ce poste.